# Свети Архангел Гавриил (Будакалас)
„Свети Архангел Гавриил“ (на унгарски: Szent Gábriel arkangyal Szerb Ortodox templom; на сръбски: Црква светог арханђела Гаврила) е сръбска православна църква в пещенското унгарско градче Будакалас (на сръбски Калаз). Църквата е изградена в 1752 година.
Иконостасът на храма е изписан около 1785 година от видния бански художник Тома Вишанов. Той съдържа 38 икони, които обаче не са запазени в оригиналния си вид, а са надживописани в началото на XX век заедно с фоновете.
Икони на Тома Вишанов, около 1785 г.
- „Новозаветна Троица“
- „Богородица с Младенеца“
- „Христос Пантократор“
- „Успение Богородично“